# Diodor d'Alexandria
Diodor d'Alexandria o també Diodor Valeri, (en llatí Diodorus o Diodorus Valerius, en grec Διόδωρος) va ser un escriptor grec que va viure a la primera meitat del segle ii, conegut també per Valeri Pol·lió. Era fill del filòsof Valeri Pol·lió i deixeble de Telecles.
Segons Suides i Eudòxia va escriure dues obres titulades ἐξήγησις τῶν ζητονμένων παρὰ τοῖς ί ῥήτορσιν, i Ἀττικὴ λέξις. Va viure a l'època de l'emperador Hadrià.